# 伊赫桑·汗·納希切萬斯基
伊赫桑·汗·納希切萬斯基（俄语：Эхсан Хан Нахичеванский；1789年—1846年）原名伊赫桑·汗·坎加利，為納希切萬汗國的最後一任統治者。其父為前任納希切萬汗克爾伯利·汗·坎加利。伊赫桑·汗·坎加利青年時期曾參加1821年－1823年奧斯曼-波斯戰爭。1827年最後一次俄罗斯-波斯战争時，卡札爾王朝儲君阿巴斯·米爾札任命伊赫桑汗為指揮官，據守納希切萬汗國戰略意義重要的要塞，俄軍圍城後，伊赫桑汗私下與俄軍將領伊万·帕斯克维奇聯絡，於同年7月22日開城投降。
1828年俄羅斯廢除了納希切萬汗國，但伊赫桑汗仍繼續擔任當地統治者和高加索地區穆斯林軍隊的首領，並改為俄文名伊赫桑·汗·納希切萬斯基。1831年他獲頒二等聖安娜勳章，1837年成為俄軍少將。伊赫桑汗的後代有多人擔任俄軍將領，他的兩個兒子伊斯邁爾·汗·納希切萬斯基與克爾伯利·汗·納希切萬斯基皆為俄軍將領，並曾獲頒聖喬治勳章，後者的兒子侯賽因·汗·納希切萬斯基、賈法爾古盧·納希切萬斯基與賈法爾古盧之子賈姆希德·納希切萬斯基皆為著名俄軍將領，賈法爾古盧·納希切萬斯基在俄羅斯帝國瓦解後領導亞塞拜然人起義，建立以納希切萬為首府的阿拉斯共和國。